# Visuá Mitra

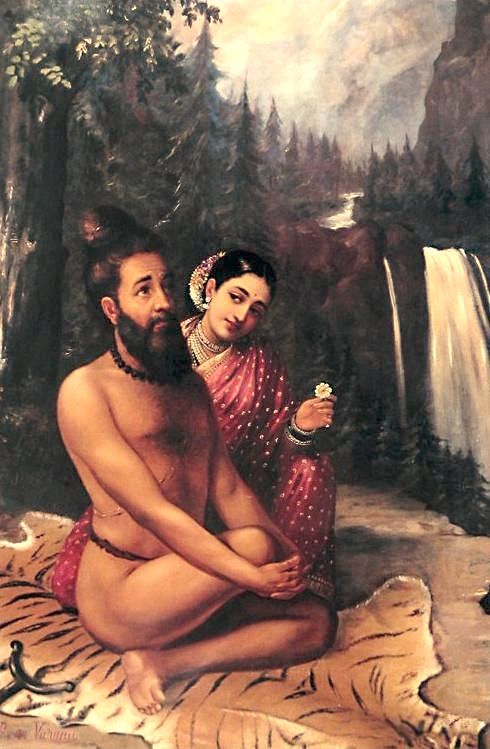
Viswamitra y la apsara Ménaka. Pintura de Rash Ravi Varma.

En el marco del hinduismo, Viśvāmitra o Vishva Mitra fue un célebre rishi (sabio) o también es otro nombre del dios Karttikeia (hijo del dios Shivá).

## Etimología
El término sánscrito Viśvāmitra significa ‘amigo del universo’ (siendo viśvā: ‘universo’ y mitra: ‘amigo’).

## Historia
Nació como kshatriya (la segunda casta, de los guerreros), con el nombre de Kaushika. Era hijo del kshatriya Gadha y de Jahnavi. Por eso se lo nombra a veces con los nombres patronímicos Gādheya, Gāthina y Jāhnava.
Su linaje provenía de un ancestro de Kuśika, llamado Purū-Ravas, de la raza lunar de reyes.
Era soberano del condado de Kaniā Kubsha (o Kanosh).

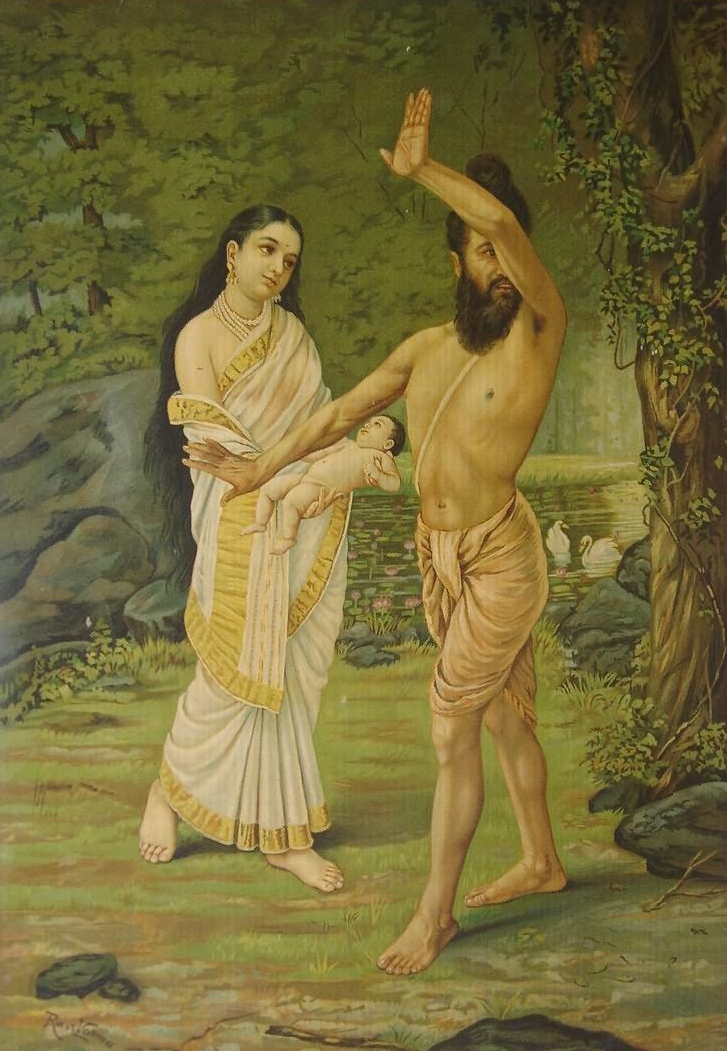
El nacimiento de Shakuntala: Visuamitra rechaza a la niña y a la madre, debido a que representan un freno para su vida espiritual. Pintura de Rash Ravi Varma.

La historia de este rey Kaushika se narra en el «Bala kanda» —el capítulo sobre la infancia (del rey dios Rāma)— del Ramayana (de Valmiki).
El Mahābhārata agrega la relación de Kaushika con Ménaka, con la que tuvo una hija, Sakuntalá, cuya historia se narra en el Adi Parva del Mahābhārata.

## Vishuámitra envidia al sabio Vásishtha
La fama de este rey reposa principalmente en su lucha contra el gran bráhmana Vásistha, y su éxito en elevarse (aunque era chatría) al grado de bráhmana (según las Leyes de Manu 7, 42).
Primero trabajaba —junto con Vásiṣṭha— como funcionario en la corte de Su Dās, rey de los tṛtsus.
Viendo que el rey prefería a Vásishṭha, Kaushika se pasó al bando de los bharatas, pero no pudo evitar que Sudās los derrotara, aunque hizo desviar los ríos Vipāś y Śutudrī para darles paso libre a los bharatas (según el Rig-veda (3, 33).
El Rāmāyaṇa (1, 51-65) cuenta cómo Visuamitra, al ascender al trono, visitó la ermita de Vásistha, y viendo allí a Surabhí (la vaca de la abundancia), le ofreció al sabio incontables tesoros a cambio de la vaca. Al negarse el sabio, comenzó una larga lucha entre el rey y el santo (que podría ser un símbolo de las luchas entre las castas bráhmana y chatría), que terminó con la derrota del rey. La vejación fue tal, que para poder convertirse en bráhmana en esta misma vida, se sometió a austeridades muy intensas
El rey Kaushika llevó a cabo una terrible penitencia, ayunando y meditando durante miles de años para volverse igual al gurú Vásishtha, que era un brahmarṣi (una especie de súper sabio).
Después de mil años se convirtió en un rājarṣi (un rey sabio) pero no quedó satisfecho.
Con más penitencias obtuvo el estatus de riṣí, y obtuvo la promoción a la casta bráhmana (sacerdote) desde su casta kshatriya (guerrero).
Pero no quedó satisfecho.
Se esforzó durante 10 000 años más hasta convertirse en un maharṣi (‘gran sabio’), pero Indra (el rey del cielo Suargá), temeroso de que Kaushika ocupara su puesto, le envió a Ménaka (una de sus bellísimas apsarás) para que lo sedujera y arruinara su crédito kármico. Kaushika se enamoró de ella y copuló con ella durante muchos años, lo que le hizo perder todo su crédito piadoso.
Ella quedó embarazada y parió una hija, Shakuntalá. Entonces él se dio cuenta de que había olvidado su meta anterior. Abandonó a Ménaka y a su beba en la selva y las maldijo a no poder verlo nunca más.
Volvió a realizar las austeridades más espantosas. Cuando Rambha (otra apsara de Indra) vino a seducirlo, pudo resistir sus encantos, pero las penitencias habían endurecido su corazón, y lo arrastraron a maldecir a la joven a convertirse en piedra durante mil años.
Después de otros 10 000 años de penitencias, el dios Brahmā lo recompensó con el estatus de brahmarṣí, el más elevado de todos los bráhmanas, igualando en poderes a Vásishtha. Brahmá lo llamó entonces Vishuá Mitra (‘amigo del universo’) como recordatorio de que había vencido todos los obstáculos internos, menos su natural maldad.

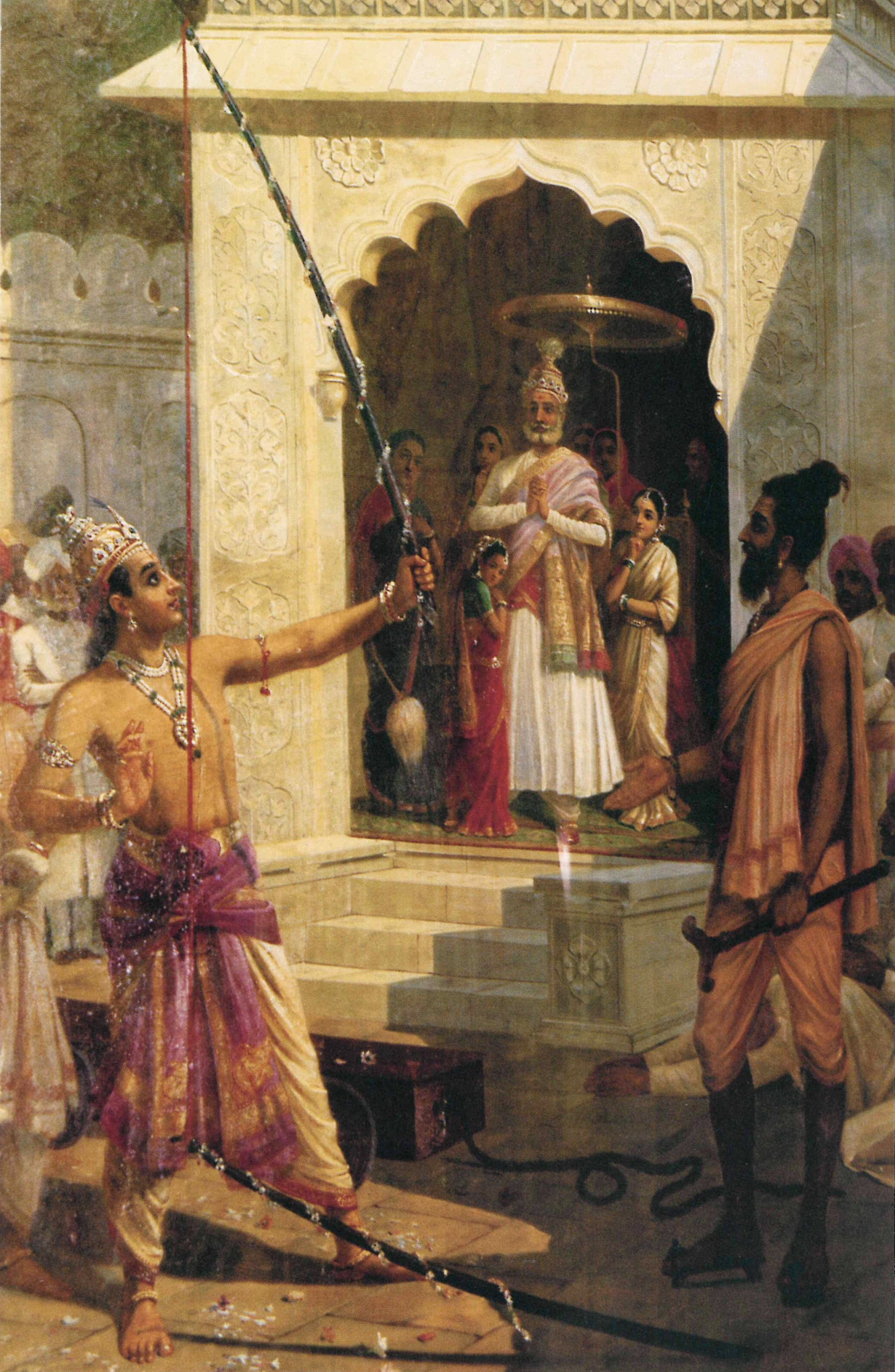
Visuamitra mira cómo Rama rompe el arco, ganando la mano de Sita en matrimonio. Pintura de Rash Ravi Varma.

El Rāmāyaṇa cuenta que Vishuá Mitra terminó siendo el gurú del joven príncipe Ramachandra. Se le atribuye prácticamente todo el capítulo 3 del Rig-veda, y los himnos 9, 67, 1315; 10, 137, 5 y 167. Además se le atribuyen un libro de leyes, un texto de medicina y un dhanur-veda (conocimiento sobre arquería).

## Vishuámitra destruye al rey Járischandra
Existen varias leyendas acerca de cómo el sabio Vishuá Mitra destruyó la vida del rey Harichandra.